# الدوري الهولندي الممتاز 1915–16
الدوري الهولندي الممتاز 1915–16 (بالهولندية: Nederlands landskampioenschap voetbal 1915/16)‏ هو الموسم 28 من الدوري الهولندي الممتاز. أشرف على تنظيمه الاتحاد الملكي الهولندي لكرة القدم، وكان عدد الأندية المشاركة فيه 26، وفاز فيه فيلم تو تيلبورغ.